# Olympische Sommerspiele 1984/Teilnehmer (Zaire)
| Gelbes Symbol für Goldmedaillen mit stilisierten Olympischen Ringen | Graues Symbol für Silbermedaillen mit stilisierten Olympischen Ringen | Braundes Symbol für Bronzemedaillen mit stilisierten Olympischen Ringen |
| ------------------------------------------------------------------- | --------------------------------------------------------------------- | ----------------------------------------------------------------------- |
| —                                                                   | —                                                                     | —                                                                       |

Zaire nahm an den Olympischen Sommerspielen 1984 in Los Angeles, USA, mit einer Delegation von acht Sportlern (sieben Männer und eine Frau) teil.

## Teilnehmer nach Sportarten

### Boxen
- Lutuma Diabateza
Fliegengewicht: 17. Platz

- Tshoza Mukuta
Bantamgewicht: 17. Platz

- André Kimbu Mboma
Leichtgewicht: 17. Platz

- Muenge Kafuanka
Halbweltergewicht: 33. Platz

- Kitenge Kitengewa
Weltergewicht: 9. Platz

- Fubulume Inyama
Halbmittelgewicht: 17. Platz

### Leichtathletik
- Masini Situ-Kumbanga
5000 Meter: Vorläufe
Marathon: DNF

- Christine Bakombo
Frauen, 800 Meter: Vorläufe